# BR 52
Les Decapod de la série BR 52 furent des locomotives à vapeur conçues durant la Seconde Guerre mondiale par simplification de la série BR 50 ük (Übergangskriegslokomotive - « locomotive transitoire de guerre ») elle-même dérivée de la BR 50 mise au point en 1939. Construites en très grand nombre à partir de 1942 pour les besoins de la guerre, notamment par réquisition de l'industrie des pays occupés disposant d'usines adéquates, elles se retrouvèrent dans de nombreux pays dont certains continuèrent à en produire après la fin des hostilités.

## Déclinaisons par pays
- 150 Y à la SNCF (42 exemplaires)
- Ty2 aux PKP (~1000 exemplaires + 200 achetés à l'URSS au début des années 1960)
  - Ty42 pour 150 locomotives construites après la défaite de 1945 à 1956
- Type 26 à la SNCB (200 unités commandées par les Allemands ; aucune livrée avant la défaite). 100 locomotives construites après la guerre dont certains exemplaires furent revendues au Grand duché du Luxembourg :
- Série 52 et 152 aux ÖBB (~700 exemplaires)
- Série 56 aux CFL (20 exemplaires)
- Série ТЭ aux chemins de fer soviétiques (~2100 exemplaires)
- Série 555 aux ČSD (185 exemplaires)
- Série 63a aux NSB (74 exemplaires)
- Série 33 aux JZ
- Série 520 aux MAV  (~100 exemplaires achetés à l'URSS)
- Série 150.1000 aux CFR (100 exemplaires construits pour Roumanie pendant la guerre)
- Série 15 aux BDŽ (~150 exemplaires)
- Série 56501 aux TCDD (53 exemplaires, vendues ou louées par l'Allemagne durant la guerre)

Après la guerre et les dédommagements, les pays vaincus conservèrent près de 2500 machines : 
- DB  (~700 exemplaires)
- DR (~1150 exemplaires)

## Genèse
Copies simplifiées des BR 50 (future 1-150 Z à la SNCF et Type 25 à la SNCB), elles se distinguaient par l'absence de pièces en cuivre (devenu difficile à importer). L'utilisation de la soudure (moins coûteuse que le rivetage) avait aussi été généralisée. Des adaptations à la rigueur des hivers d'Europe orientale avaient été réalisées, telles, par exemple, un chapeau de cheminée et des cabines de conduite totalement fermées.
Machines prévues pour remorquer des trains de marchandises et des convois militaires, elles ont été déployées dans toute l'Europe sous domination nazie. Un peu moins de 7 000 (du type KDL 1 : KriegsDampfLokomotive typ 1 ; Locomotive à vapeur de guerre type 1) furent construites, faisant de ce type de locomotive à vapeur le modèle le plus construit dans le monde. Les pays occupés ou annexés furent mis à contribution pour la construction de ces locomotives.
En Alsace-Lorraine rattachée à l'Allemagne en 1940, la Société alsacienne de constructions mécaniques, située à Graffenstaden, produisit aussi des BR 52.
La production de ces machines s'est poursuivie jusqu'en 1951 à une moindre échelle : 100 unités en Pologne, 100 en Belgique, 84 en Allemagne de l'Est où environ 200 unités ont par ailleurs été reconstruites (Série 52.80) et utilisées jusqu'aux années 1980 .

## Utilisation et services

### En France
À la fin de la guerre on retrouvera ces locomotives dispersées à travers 16 pays. Pour sa part la SNCF récupéra 42 machines dont 17 en construction dans l'usine de Graffenstaden qui furent incorporées au parc en étant immatriculées 1-150 Y 1 à 17, et 25 machines restées hors inventaire, immatriculées 1-150 Y numéros : 123, 244, 1306, 1593, 1637, 1657, 1673, 1677, 1678, 1993, 3125, 3149, 3483, 3536, 3595, 3697, 3811, 5687, 6178, 6848, 6982, 7283, 7444, 7601 et 7604. Cinq de ces locomotives furent construites en France (SACM Graffenstaden). De même que les 1-150 Z, elles restèrent cantonnées à l'Alsace et à la Lorraine.
Leurs dépôts furent Hausbergen, Mulhouse-Île-Napoléon, Mulhouse-Nord, Sarreguemines, Sarrebourg et Thionville. La série fut amortie pour le 7 avril 1959 avec les 1-150 Y 5, 9, 16 et 3536 comme dernières représentantes.
Au début des années 1950, des locomotives de ce modèle construites en France lors de l'occupation et localisées en Allemagne de l'Ouest après la guerre, furent rapatriées dans leur pays d'origine, mais elles ne roulèrent jamais et furent envoyées à la ferraille.

### En Belgique
- L'occupant imposa à l'industrie belge la fabrication de 200 exemplaires (BR 50 ÜK), dont 186 furent livrées. Une centaine de BR 52 devaient également être montées par ces entreprises réquisitionnées[3].
- La SNCB fit donc fabriquer, notamment avec les stocks de pièces détachées qui se trouvaient chez ces industriels belges, 100 locomotives BR 52 en demandant que la cabine de conduite soit ouverte et non fermée.
- Après 1945, la Belgique reçut ensuite en réparation 140 des 186 machines BR 50 ÜK produites sur son sol. Comme la SNCB possédait déjà suffisamment de locomotives récentes (parmi lesquelles les 300 locomotives type 29, les locomotives type 25 et les type 26), ces locomotives se sont retrouvées sans emploi. 12 d'entre elles furent revendues aux Chemins de fer danois, les autres restèrent parquées plusieurs années avant d'être mises à la ferraille.
- À l'arrivée des locomotives diesel des types 202 et 203 (futures séries 52 et 53) au début des années 1960, ces machines se retrouvèrent sans emploi et furent à leur tour intégralement mises à la ferraille.

### En URSS
Après la guerre, un certain nombre de ces locomotives prises par l'URSS ont du être modifiées pour pouvoir circuler sur les voies ferrées russes à l'écartement de 1 520 mm, et par la suite également équipées de l'attelage automatique SA-3 (en) des chemins de fer de l'Union soviétique.

### En Bosnie-Herzégovine
Ces locomotives qui à l'origine avaient été conçues à l'économie pour les « besoins » de la guerre, ont effectué une carrière remarquable en ex-Yougoslavie. Au début de l'année 2016, quelques locomotives étaient encore utilisées pour la traction de trains sur un réseau industriel de la région de Tuzla en Bosnie-Herzégovine. cette utilisation moderne permet à cette locomotive d'être utilisée depuis plus de soixante-dix années, constituant un record de longévité exceptionnel pour une série de locomotives à vapeur en service commercial.

## Description
Ces Decapod disposaient d'un moteur à deux cylindres à simple expansion et la distribution était du type « Walschaerts ». Le foyer était un foyer de type « Crampton débordant». L'échappement était fixe de type « Allemand ». Le bogie-bissel du type « Krauss-Helmoltz » avait un déplacement latéral de + ou - 15 mm pour l'essieu moteur et de + ou - 125 mm pour l'essieu porteur. Elles étaient munies pour certaines d'écrans pare-fumées suspendus de type « Witte ». Chose relativement rare, elles disposaient d'une cabine fermée avec un gros bourrelet en caoutchouc pour assurer le passage sur le tender (option qui ne fut pas retenue pour les machines construites en Belgique après la guerre). La charge sur les essieux moteurs atteignait seulement 16 t comme les 1-150 Z,ce qui leur permettait de rouler sur des lignes faiblement armées.

## Tenders
Les tenders qui leur furent accouplés ont été de trois types différents :
- soit des tenders à bogies sans châssis, et caisse demi-cylindrique (tender « baignoire ») contenant 32 m3 d'eau et 9,4 t de charbon immatriculés 1-32 Y à la SNCF, numéros entre 847 et 20437. Sur ces tenders, la rigidité de la tôle de la caisse cintrée en demi-cercle fait office de châssis, les traverses de choc et les pivots des bogies étant directement soudés dessous.
- soit des tenders à quatre essieux rigides (cas plus rare) contenant 30 m3 d'eau et 8 t de charbon immatriculés 1-30 Y à la SNCF, numéros entre 244 et 6178
- soit des tenders à bogies contenant 13 m3 d'eau et 9 t de charbon, qui emportaient un appareil de condensation constitué par trois gros ventilateurs. Le seul exemplaire en service à la SNCF fut immatriculé 1-13 D 1993. Ces tenders étaient prévus pour les zones arides et conféraient aux machines une autonomie de 1 000 km ! 
  - À la SNCB, 3 machines furent mises à l'inventaire dans le Type 27 et restituées à l'Allemagne en 1950 ; l'une était hors d'usage depuis un sabotage en 1944 et fut mise à la ferraille dès 1950 ; les deux autres furent rapidement radiées.
  - À la SNCF, la 150 Y 1993 fut la seule à être équipée d'un tender à condensation, le 1-13 D 1993. Après un court séjour sur la région Nord, cette locomotive fut mutée à la région Est au dépôt de Hausbergen. Elle fut radiée à Haguenau comme l'ensemble la série des 150 Y le 7 avril 1959[5].

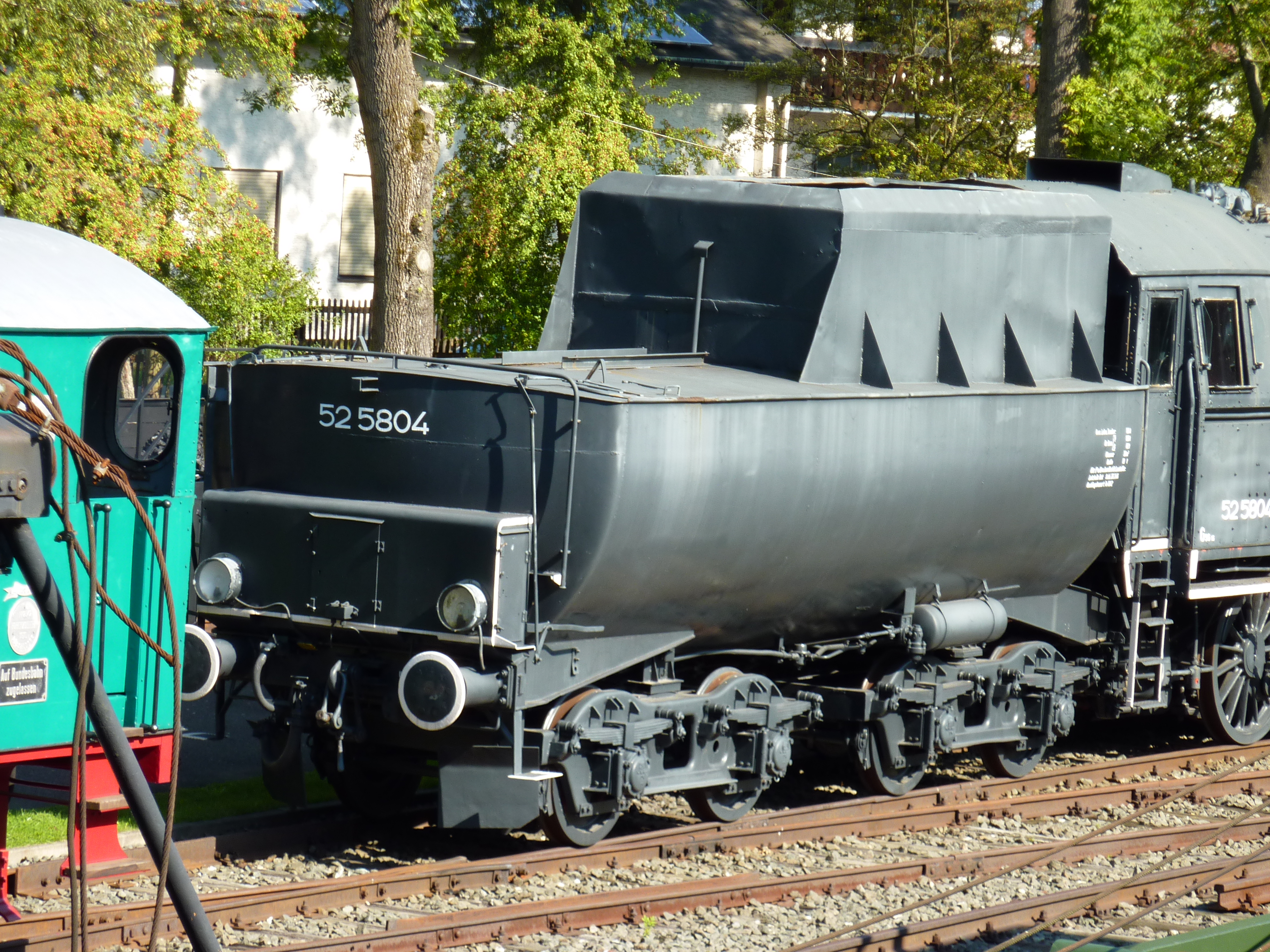
Tender de 32 m3 dit « baignoire ».
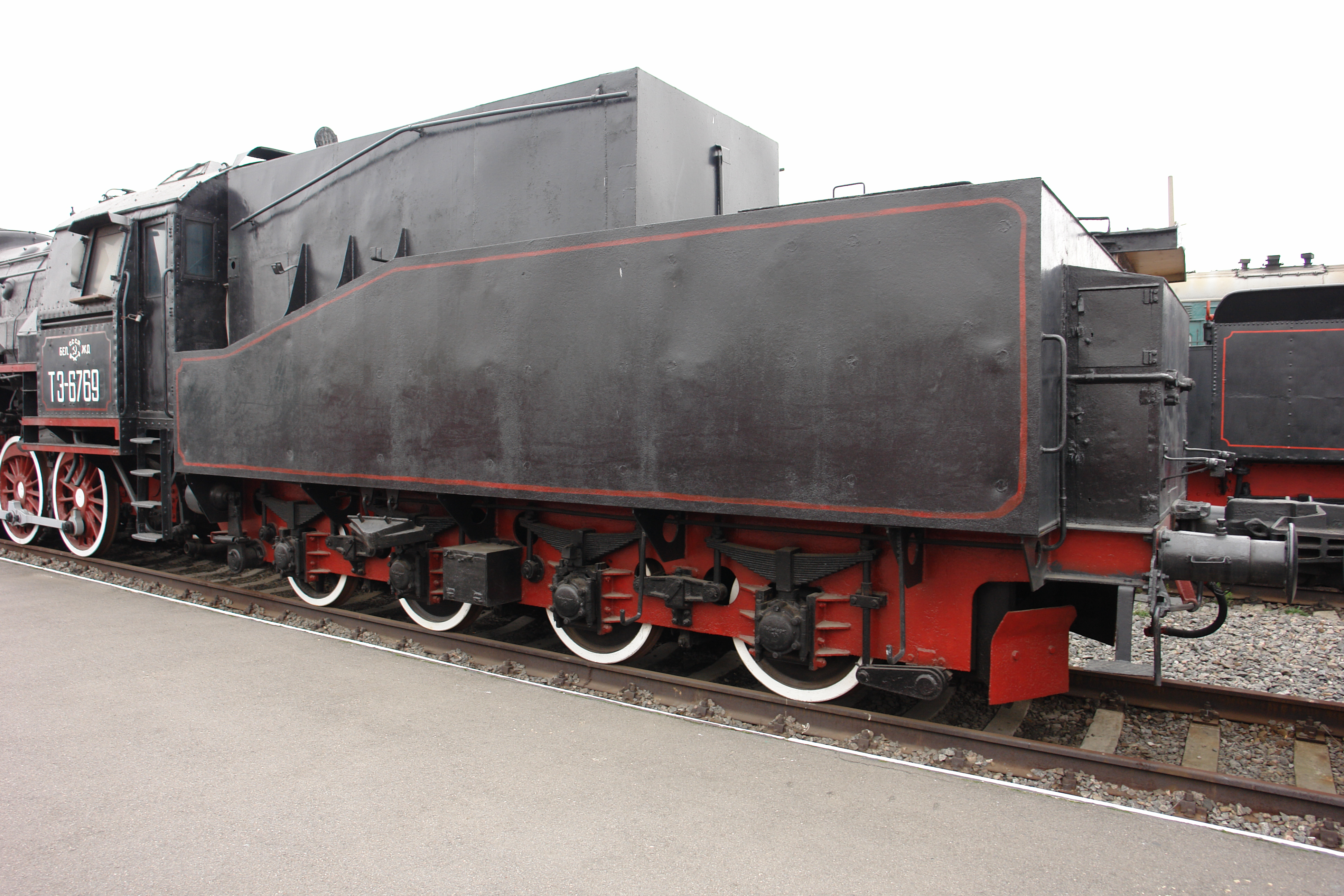
Tender de 30 m3 à quatre essieux rigides.
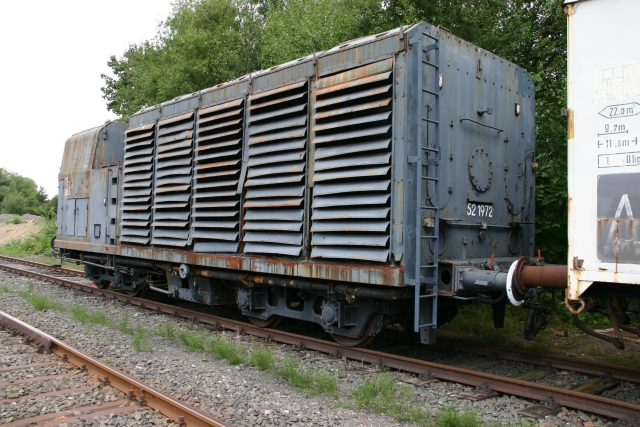
Tender de 13 m3 à condensation.

## Caractéristiques
- Empattement rigide : 3,300 m
- Empattement total : 9,200 m
- Masse du tender en ordre de marche : soit 60 t, soit 63,6 t pour le 1-13 D 1993
- Masse totale : soit 146,5 t, soit 150,1 t pour la 1-150 Y 1993
- Vitesse maximale en service : 80 km/h
- Surface de grille :  3,89 m2
- Surface de chauffe : 177,83 m2
- Surface de surchauffe : 68,94 m2
- Nombre d'éléments : ?
- Nombre de cylindres : 2
- Diamètre cylindre : 600 mm
- Course cylindre : 660 mm
- Pression de la chaudière : 16 kg/cm2
- Diamètre des roues motrices : 1 400 mm
- Diamètre des roues du bissel : 850 mm
- Masse à vide : 78,6 tonnes
- Masse en ordre de marche : 86,5 tonnes
- Masse adhérente : 77,4 tonnes
- Longueur hors tout de la locomotive seule : 13,58 m
- Puissance maximum indiquée : 1192 kW
- Puissance maximum à la jante : ? kW
- Puissance maximum au crochet du tender : ? kW
- Effort de traction maximum : 213 KN
- Vitesse maxi en service : 80 km/h

Tender :
- Tare du tender : 18,7 tonnes
- Capacité en eau : entre 27 et 30 m3
- Capacité en charbon : 10 tonnes
- Masse du tender en ordre de marche : entre 55,7 et 58,7 tonnes
- Masse totale locomotive + tender : entre 142,2 et 145,2 tonnes
- Longueur du tender : 9,395 m
- Longueur totale locomotive + tender : 22,975 m

## Machines préservées
Ces Decapod ont circulé jusqu'à une période assez tardive dans les pays de l'Est notamment en Pologne et en Allemagne de l'Est, ce qui permit la préservation de plusieurs d'entre elles par différentes associations de chemins de fer touristiques à travers toute l'Europe.

### Allemagne
Plus de 100 machines (surtout de la série 52.80) sont conservées en bon état.

### France
Trois exemplaires sont préservés : 
- La locomotive 52-8163-9 sur le CFTPV, le Coni'fer dans le Doubs,
- la Ty2-6690 sur le CFT de la Vallée de l'Aa dans le Pas-de-Calais,
- la Ty2-993 stockée aux anciens entrepôts frigorifiques du 91 quai Panhard-et-Levassor, dans le 13e arrondissement de Paris.

### Belgique
L'ensemble des 100 locomotives de la série ont été mises à la ferraille. Ont été préservées quatre machines d’origine étrangère :
- les 52-3314 et 52-467 (ÖBB) ont été acquises par le chemin de fer à vapeur des Trois Vallées
- la Ty2-3554 a été acquise par l'association Patrimoine Ferroviaire et Tourisme, remise au type 26 SNCB sous le numéro 26.101 et exploitée de fin 1994 à fin 2007. Elle est depuis en attente du remplacement de sa chaudière (une chaudière d'occasion a été acquise et est en cours de remise en état chez Chatham Steam Ltd).
- La Ty2-7173, acquise auprès du Chemin de fer de la vallée de la rivière Nene où elle avait assuré le service de 1991 à 2001, a également été remise au type SNCB en 2013 sous le numéro 26.102 par la même association pour le compte d'un particulier qui l'expose depuis statiquement le long d'un parking à Oostmalle. Avant d'être restaurée cosmétiquement, elle permit de disposer de pièces de rechange pour la 26.101.

### Suisse
L'association Vapeur Val-de-Travers - VVT a restauré en version d'origine KDL 1 la locomotive BR 52 221 (90 85 0520 221-2)  qu'elle fait régulièrement circuler.
La société Dampflokomotiv- und Maschinenfabrik (DLM) possède une locomotive de la classe 52 modernisée, qui porte à présent le numéro 52 8055 (90 85 0528 055-6).

### URSS
Une série de machines servait encore de réserve stratégique dans l'oblast de Kaliningrad jusqu'au milieu des années 1990.

### Pologne
La dernière Ty2 a été retirée du service au dépôt de Wolsztyn en 2000. Leur mise à la ferraille se fait de manière très sporadique, et quelques exemplaires étaient encore disponibles en 2010.
Plusieurs Ty2 et Ty42 sont exposées dans des musées polonais. À Wrocław, un exemplaire trône toujours à quai dans l'ancienne gare désaffectée de Wroclaw Świebodzki (pl), un autre a été dressé presque à la verticale place Strzegomska pour constituer le monument Le Train vers le paradis.